# アラン・サンデージ
アラン・サンデージ（Allan Rex Sandage, 1926年6月18日 - 2010年11月13日）は、アメリカ合衆国の天文学者。ハッブル定数、クエーサーなどの研究を行った。

## 生涯
アイオワ州アイオワシティ生まれ。イリノイ大学で学び、1953年にカリフォルニア工科大学のウォルター・バーデのもとで学位を得た。1952年からパロマー天文台、ウィルソン山天文台でエドウィン・ハッブルのもとで働き、後にカーネギー天文台で働いた。1958年宇宙の膨張速度を表すハッブル定数について現在考えられている値に近い観測値75km/s/Mpcを発表したが、1976年に52km/s/Mpcに改訂し、宇宙の年齢を180億年と推定した。
1960年トーマス・マシューズ（Thomas Matthews）らと電波源3C 48の位置に対応天体を発見した。クエーサーの最初の発見である。
2010年11月13日、カリフォルニア州サンガブリエルで逝去。享年84。

## 賞
- ヘレン・B・ワーナー賞（1957年）
- エディントン・メダル（1963年）
- ピウス11世メダル（1966年）
- 王立天文学会ゴールドメダル（1967年）
- アメリカ国家科学賞（1970年）
- 米国天文学会 ヘンリー・ノリス・ラッセル講師職（1972年）
- エリオット・クレッソン・メダル（1973年）
- ブルース・メダル（1975年）
- クラフォード賞（1991年）
- グルーバー賞宇宙論部門（2000年）

## 命名
- 小惑星：Asteroid (9963) Sandage[5]

## 文献
- (伝記) 宇宙はこうして始まりこう終わりを告げる—疾風怒濤の宇宙論研究(白揚社,デニス オーヴァバイ(著), 鳥居祥二(訳), 大内達美(訳), 吉田健二(訳))
- (上記伝記の原著) Lonely Hearts of the Cosmos: The Scientific Quest for the Secret of the Universe (ペーパーバック : Perennial, ハードカバー : Macmillan, Dennis Overbye(著))